# Chiesa di San Paolo in Compito
La chiesa di San Paolo in Compito era una piccola chiesa di Milano che si trovava nell'omonima contrada, oggi via San Paolo.

## Storia
Secondo il Lattuada il soprannome "in Compito" deriverebbe dalla presenza di una piazza nel sito della chiesa dove Aulo Gabinio introdusse i Compitalia, giochi basati su prove di forza e destrezza a cui partecipava la gioventù cittadina che si svolgevano presumibilmente il 2 gennaio. Tale festa era dedicata ai Lares Compitales, i Lari degli Incroci, divinità protettrici della famiglia e degli incroci. In latino infatti il termine "compĭtum", derivato dal verbo compĕto ("incontrarsi") identificava un crocevia, in cui spesso sorgeva un piccolo santuario in cui si effettuavano libagioni e sacrifici agli dei.
Fu fondata alla fine del XI secolo quando era governata da Liprando, famoso per aver appoggiato Sant'Erlembaldo Cotta nel tentativo di impedire l'elezione dell'arcivescovo Pietro Grossolano, accusato di simonia. Per comprovare le sue accuse Liprando chiese di affrontare la prova del fuoco: furono così approntate sulla piazza della basilica di Sant'Ambrogio due cataste di legna in mezzo alle quali vi era uno stretto passaggio. Venne appiccato il fuoco e Liprando riuscì ad attraversarlo illeso. Grossolano fu così costretto ad abbandonare la città rifugiandosi a Roma. Fu riabilitato dal Concilio Lateranense nel 1105 restando però inviso ai milanesi che gli impedirono di entrare in città. 
Ogni 24 agosto, ricorrenza di San Bartolomeo, parte delle rendite della chiesa veniva utilizzata per donare pane, vino e denaro a dodici povere zitelle.
La chiesa costituiva una delle parrocchie della città ed era governata da due rettori.

## Architettura
Il Latuada nel descriverla afferma che fosse "molto semplice d'ornamento ma conserva una simmetria di grande antichità". Sotto l'altare maggiore, accessibile mediante una scalinata, vi era uno scurolo con un'immagine della Vergine ritenuta miracolosa, ritrovata nel 1512. Il ritrovamento veniva commemorato ogni anno nella Solennità della Santissima Trinità con una messa officiata da dodici Scolari senz'abito, che allora reggevano la chiesa.